# Мясников, Василий Иванович
Васи́лий Ива́нович Мяснико́в (5 апреля 1861, Москва — 20 ноября 1929, Москва) — русский и советский архитектор, работавший в Москве преимущественно в стиле модерн.

## Биография
Родился в 1861 году в Москве. В 1894 году окончил Московское училище живописи, ваяния и зодчества, получив звание неклассного художника архитектуры. В. И. Мясников — автор нескольких зданий, основная часть из которых — перестройки существующих построек и собственные доходные дома. Жил в собственном доме в Большом Козихинском переулке, 4. Помощником архитектора работал А. Д. Есин. В 1920-е годы Мясников состоял в строительной конторе «Технобетон». Умер в 1929 году в Москве. Похоронен на Новодевичьем кладбище.

## Постройки в Москве
- Флигель городской усадьбы (1886, Тверской бульвар, 14 стр. 5), ценный градоформирующий объект[2];
- Доходный дом Н. Н. Шерупенкова (1897, Старая Басманная улица, 7);
- Особняк Е. Ковригиной (1902, Долгоруковская улица, 17);
- Собственный доходный дом (1903, 1914, Большой Козихинский переулок, 4, при участии А. Д. Есина);
- Доходный дом С. И. Пузенкова (1903, Малый Козихинский переулок, 10);
- Доходный дом (1903, Пречистенская набережная, 45/1 стр 3, 4), ценный градоформирующий объект[2];
- Доходный дом В. И. Якунчикова (1904, Малая Бронная улица, 10);
- Доходный дом Н. Ф. Старикова (1904, Дурасовский переулок, 5);
- Перестройка особняка Прокофьева (1904, Селезнёвская улица, 1);
- Перестройка родильного дома Фоминой (1904, Лепёхинский тупик, 3);
- Доходный дом и особняк С. В. Сибирякова (1909, Вознесенский переулок, 11) — снесён в 2001 году, несмотря на то, что здание являлось ценным градоформирующим объектом[2].